# Molophilus ferox
Molophilus ferox là một loài ruồi trong họ Limoniidae. Chúng phân bố ở miền Cổ bắc.